# Světová asociace transhumanistů
Světová asociace tranhumanistů (World Transhumanist Association, krátce WTA) je mezinárodní nevládní organizace, která obhajuje etické použití nově vznikajících technologií k vylepšení lidských schopností.

## Historie
WTA byla založena jako nezisková organizace roku 1998 Nickem Bostromem a Davidem Pearcem. Její práce začala snahou o uznání transhumanismu jako legitimního předmětu vědeckého bádání a veřejného zájmu.
WTA má po celém světě více než dvacet spolupracujících skupin transhumanistů, přičemž jsou virtuálně na rozmístěny na většině kontinentů. Přes deset jich je oficiálně s WTA spojeno, jsou především ze Spojených států, Evropy, Jižní Ameriky a Asie.

## Cíle
Cíle projektu WTA jsou:
1. podporovat diskusi a veřejné povědomí o nastupujících technologiích.
2. bránit právo jednotlivců ve svobodných a demokratických zemích k aplikaci technologií, které rozšiřují lidské schopnosti.
3. očekávat a navrhovat řešení pro případné důsledky nových technologií.